# Nhật Bản năm 2024
Dưới đây là sự kiện trong năm tại Nhật Bản 2024.

## Đương nhiệm
| Ảnh | Vị trí      | Tên              |
| --- | ----------- | ---------------- |
|     | Thủ tướng   | Kishida Fumio    |
|     | Thiên hoàng | Naruhito         |
|     | Hoàng hậu   | Hoàng hậu Masako |

## Sự kiện

### Tháng 1
- 1 tháng 1: 
  - Tổ chức lại hành chính thành phố Hamamatsu, tỉnh Shizuoka. Số quận của thành phố chỉ còn lại là 3. Thành lập hai quận mới là Chūō và Hamana, trong khi quận Tenryū vẫn giữ nguyên.[1]
  - Lệnh cấm nhập khẩu kim cương phi công nghiệp từ Liên bang Nga có hiệu lực vào ngày này.[2]
  - Động đất Bán đảo Noto 2024.[3]
- 2 tháng 1: Vụ va chạm trên đường băng sân bay Haneda năm 2024.[4][5]
- 3 tháng 1: 
  - Vụ hỏa hoạn Kokurakita 2024.[6]
  - Ít nhất 4 người bị thương trong một vụ đâm dao xảy ra tại ga Akihabara, thủ đô Tokyo. Nghi phạm đã bị bắt giữ.[7]
- 4 tháng 1: Ít nhất 11 người bị thương trong một vụ hoả hoạn xảy ra ở tòa nhà 12 tầng tại quận Shinjuku, thủ đô Tokyo.[8]
- 7 tháng 1: Bộ trưởng Ngoại giao Kamikawa Yōko đã có chuyến thăm tới Ukraina.[9]
- 19 tháng 1: Vụ bê bối quỹ đen Nhật Bản 2023-24: Truy tố hai nghị sĩ Ohno Yasutada và Tanigawa Yaichi với cáo buộc vi phạm luật kiểm soát quỹ chính trị.[10][11][12]
- 25 tháng 1: Vụ phóng hỏa Kyōto Animation: Aoba Shinji, hung thủ gây ra vụ phóng hỏa làm 36 người chết đã bị tuyên án tử hình.[13][14][15][16]

### Tháng 2
- 1 tháng 2: 
  - Một vụ va chạm hai cánh máy bay xảy ra trên đường băng Sân bay quốc tế Ōsaka. Không có báo cáo thương vong về người và 10 chuyến bay của ANA bị hủy.[17]
  - Một vụ cháy nhà xảy ra ở thành phố Minamisatsuma, tỉnh Kagoshima. Ít nhất 4 người đã thiệt mạng sau khi lực lượng cứu hỏa tìm thấy thi thể trong đống đổ nát.[18]
- 2 tháng 2: 
  - Va chạm xe buýt và xe khách tại Funabashi, Chiba. 7 người bị thương.[19]
  - Ít nhất hai người chết trong một vụ hỏa hoạn xảy ra ở gần sân bay thành phố Hanamaki, tỉnh Iwate.[20]

### Tháng 4
- 3 tháng 4: 
  - Động đất Hoa Liên 2024: Cục Khí tượng Nhật Bản đã phát cảnh báo sóng thần tại Miyako-jima, quần đảo Yaeyama và quần đảo Nansei. Dự kiến chiều cao sóng thần có thể lên đến 3 m.[21]
  - Thủ tướng Kishida Fumio gặp tổng thống Indonesia Prabowo Subianto.[22]
- 5 tháng 4: Bộ trưởng Ngoại giao Kamikawa Yōko thông báo chính phủ sẽ viện trợ khẩn cấp 1 triệu USD để ứng phó thảm họa sau trận động đất ở Hoa Liên, Đài Loan.[23]
- 17 tháng 4: Động đất Ehime 2024, 12 người bị thương.[24]

### Tháng 5
- 19 tháng 5: Ít nhất hai sĩ quan cảnh sát bị thương nặng sau khi bị gấu tấn công tại thành phố Kazuno, tỉnh Akita.[25]

### Tháng 11
- 26 tháng 11: Vào lúc 22:47 (JST), một trận động đất có cường độ MJMA 6,6 xảy ra ở ngoài khơi tỉnh Ishikawa, 1 người bị thương. Các chuyến tàu cao tốc giữa Toyama và Kanazawa tạm dừng hoạt động.[26]

## Mất

### Tháng 1
- 3 tháng 1: Muroi Kunihiko, 76, chính khách.[27]
- 4 tháng 1: 
  - Shinoyama Kishin, 83, nhiếp ảnh gia.[28]
  - Yokoyama Tomonobu, 38, cầu thủ bóng đá chuyên nghiệp.[29]
- 12 tháng 1:
  - Hirano Jiro, 84, biên tập viên thời sự.
  - Takahashi Haruo, 76, Mangaka.
- 14 tháng 1:
  - Ogawa Yuichi, 77, chính khách.
  - Taniguchi Shogo, 93, nhà ngoại giao và học giả.
- 16 tháng 1: Itō Esper, 64, diễn viên hài.
- 19 tháng 1: Kawashima Toru, 53, cầu thủ bóng đá.[30]
- 22 tháng 1: Ezure Takashi, nhà biên kịch.
- 29 tháng 1:
  - Kirishima Satoshi, 70, kẻ khủng bố.[31][32]
  - Ashihara Hinako, 50, Mangaka.[33]

### Tháng 2
- 4 tháng 2: Abe Yōko, 95, thư pháp gia.[34]
- 5 tháng 2: Hanahara Tsumotu, 84, võ sĩ.[35]
- 7 tháng 2: Akamatsu Ryōko, 94, chính khách.[36]

### Tháng 3
1 Tháng 3 , Toriyama Akira , họa sĩ tác giả bộ Manga/Anime đỉnh đám , Dragon Ball , 7 Viên Ngọc Rồng